# Zelenogorsk, Krasnoyarsk Krai
Zelenogorsk (tiếng Nga: Зеленогорск) là một thành phố khép kín của Nga. Thành phố này thuộc chủ thể Krasnoyarsk Krai. Thành phố có dân số 69.355 người (theo điều tra dân số năm 2002). Đây là thành phố lớn thứ 224 của Nga theo dân số năm 2002. Dân số qua các thời kỳ: 66,018 (Điều tra dân số 2010); 69,355 (Điều tra dân số 2002).
Zelenogorsk trước đây được biết như Krasnoyarsk-45 và tham gia trong quá trình làm giàu uranium cho chương trình hạt nhân của Liên Xô. Dân số: Thành phố này nằm trên bờ trái của sông Kan và có cự ly 180 km (110 dặm) trên hợp lưu của nó với sông Yenisei. Nó đã được cấp thị xã vào năm 1956.
Là một thành phố khép kín, nó đã đi theo tên mã là Krasnoyarsk-45 cho đến khi Tổng thống Nga Boris Yeltsin lệnh vào năm 1992 rằng các thành phố như vậy có thể sử dụng tên lịch sử của chúng. Thành phố đã xuất hiện trên không có bản đồ chính thức cho đến khi đó. Như là truyền thống với các thị trấn Liên Xô có chứa cơ sở bí mật (ví dụ như Ozersk, aka Chelyabinsk-40; Tomsk-7; Sarov, aka Arzamas-16, Sverdlovsk-45), Krasnoyarsk-45 thực sự là một con số bưu điện và ngụ ý rằng địa điểm được đặt trực tiếp trong thành phố Krasnoyarsk, nhưng thực sự trong khoảng cách 160 km từ nó.
Nó là một thành phố kết nghĩa với Newburyport, Massachusetts, Hoa Kỳ.